# Halfdan Rode

Halfdan Rode (Porsgrunn, 20 juni 1870 – Oslo april 1945) was een Noors operazanger in het register bariton/bas. 
Hij werd als derde kind geboren in het gezin van fabriekeigenaar Carl Nicolai Rode (geboren 1833) en Johanne Marie Christine Buch (geboren 1835). Er gaan verhalen dat Carl Nicolai uitstekend piano speelde en een aantal keer met Ole Bull gemusiceerd heeft.
Hij kreeg zijn muzikale opleiding in Noorwegen, Duitsland, Engeland en Italië. Zijn zangdebuut vond plaats in 1894, zijn operadebuut in 1900. Hij was actief voor het operagezelschap van het Nationaltheatret (1902-1917) . Hij trok zich in 1920 onverwachts terug uit de muziekwereld. Hij werd gezien als een van de belangrijkste operazangers van Noorwegen, maar van de bekendheid is nauwelijks iets over. Daartegenover staat dat zijn stem bewaard is gebleven in een opname van Columbia Phonograph Company uit 1901. Ook opnamen van muziek van Giacomo Puccini en Agathe Backer-Grøndahl (Aftnen er stille) zijn bewaard gebleven. 
Rollen die hij gezongen heeft waren te vinden in de opera’s Jevgeni Onegin, Don Giovanni, de koning in Lohengrin, Amonasro in Aida, Mfdistoteles in Faust, Lothario in Mignon, een rol in Mari-Sagnet van Johannes Haarklou, Mod Nordpolen van Johan Halvorsen en Escamillo in Carmen als laatste rol. Hij zong in december 1913 de rol van Tomasso in Tiefland van Eugen d'Albert; dit was ook het operadebuut van zijn landgenote Kirsten Flagstad, die de rol van Nuri zong.
Enkele concerten:
- 21 november 1894: met Wilhelm Kloed, Erika Nissen en Signe Pedersen
- Olavsfeesten juli 1901 in Trondheim met liederen van Sigurd Lie en Catharinus Cappelen
- 28 september 1901: Kerkconcert
- juni 1906: rol in Surcouf, operette/opera van Robert Jean Julien Planquette

- Bibsys: 90250963
- Virtual International Authority File: 316149106058468491059